# 好畤県
好畤県（こうし-けん）は、中華人民共和国陝西省にかつて設置された県。現在の咸陽市乾県陽洪鎮好畤村一帯に相当する。

## 概要
戦国時代には好畤邑の名称が記録されている。秦朝により内史の下に好畤県が設置された。紀元前206年秋に、もと秦の武将で散関の守将の章平（章邯の弟）が姚卬とともに、漢の上将軍韓信と戦って、その武将の紀信を討ち取っている。
漢代になると前104年（太初元年）に右扶風に移管されている。後漢の時代になるといったん廃止されたが、西晋の元康年間に設置され扶風郡に属した。南北朝時代になると487年（太和11年）に扶風郡の郡治とされたが、574年（建徳3年）、北周により廃止され莫西県に統合されている。
唐朝になると647年（貞観21年）に好畤県（現在の咸陽市永寿県店頭鎮好畤河村一帯）が再設置され雍州の管轄とされた。1264年（至元5年）、元朝により廃止され乾州に統合された。